# Johann Móry

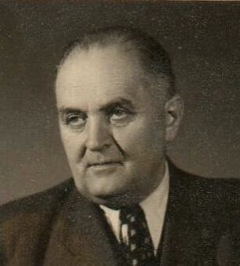
Johann Móry

Johann Móry (eigentlich: Jan János Móry; * 10. Juli 1892 in Banská Bystrica (deutsch Neusohl); † 5. Mai 1978 in Bratislava) war ein Komponist in der Slowakei.

## Leben und Karriere
Móry stammte aus einer Kaufmannsfamilie aus Neusohl. Sein musikalisches Talent zeigte sich schon früh. Er erlernte mehrere Streichinstrumente und das Klavierspiel. Zunächst studierte er in Budapest an der Handelsakademie, seine Kenntnisse in der Musiktheorie und Komposition vertiefte er in Hamburg und Berlin.
Im Jahre 1921 wurde Móry Hotelbesitzer am Neuen Tschirmer See (Štrbské Pleso) in der Hohen Tatra und baute den Hotelkomplex zu einem beliebten Ferienort und Kulturzentrum aus. Zusammen mit seiner Gattin, der Konzertpianistin und Opernsängerin Magda Szakmáry und Musikfreunden (u. a. E. Suchon, B. Bartok, E. d’Albert, O. Novy, H. Büchel) veranstaltete er oft eigene Musiksalons und Konzerte, die über den Sender „Monte Mory“ in das Radiojournal Kaschau (Košice) live übertragen wurde. Móry war ein heimatverbundener Europäer. Seine Lieder und Operetten schrieb er vornehmlich in Deutsch und Ungarisch, später auch in Slowakisch und Tschechisch. Von der Berglandschaft inspiriert entstanden Sinfonische Dichtungen, Werke für Tanz- und Blasorchester, Klavier- und Violinstücke sowie Kirchenmusik und über 200 Lieder auf Texte bekannter Dichter wie Rilke, Dehmel, Goethe, Tagore, Reiner sowie Zipser Heimatdichter.
Die größten Erfolge jedoch erlangten seine zwölf Singspiele und Operetten. Viele dieser Bühnenwerke wurden im Slowakischen Nationaltheater in Preßburg (Bratislava), in Prag, Brünn, Mährisch Ostrau, Troppau und mit großem Erfolg auch in Hamburg und Berlin aufgeführt. Die bekanntesten Arien aus der Operette „La Valliere“, die 1933 im Berliner Schiller Theater mit 85 Reprisen aufgeführt wurde, kamen in der Interpretation berühmter Sänger wie Joseph Schmidt und Louis Graveure als Schallplattenaufnahmen heraus. Wegen der eingängig schönen und reichen Melodik und farbigen Instrumentierung wurde Johann Móry auch „Tatras Schubert“ genannt. Nach der Enteignung nach 1945 unterrichtete er an der Musikschule in Zipser Neudorf (Spišská Nová Ves), wo eine Reihe von pädagogisch-instruktiven Kompositionen entstanden.
Der Nachlass des Komponisten befindet sich im Museum für Literatur und Musik in Banská Bystrica und im Museum Karlsburg in Karlsruhe-Durlach.

## Werke (Auswahl)
| Bühnenwerke in deutscher Sprache - Die weiße Taube (1925) - Buckelpeter (1927) - Wintermärchen (1927) - Torrero (1929) - La Valliére (1933) - Die holzgeschnitzte Madonna (1935) - Fräulein Witwe (1935) | Orchesterwerke - Pod Kriváňom (1924) - Im Schatten der Berge (1930) - Unter der Tatra (1926) - Torrero (1929) - Spanische Serenade (1931) - Slowakische Hirtentänze (1925) |